# Hrafna-Flóki Vilgerðarson

Mappa con raffigurati i viaggi dei primi scandinavi in Islanda, durante il IX secolo

Hrafna-Flóki Vilgerðarson (Ca. 830 d.C. – Ca. 890 d.C.) è stato il primo navigatore vichingo a raggiungere volontariamente l'Islanda. La sua storia è documentata nel manoscritto intitolato Landnámabók.

## Biografia
Nell'anno 868, Floki partì alla ricerca della terra trovata a settentrione da Garðar Svavarsson, allora nota come Gardars holme.
Volle andare ad abitarvi, e per questo prese con sé la propria famiglia e il bestiame. Salpò dal Vestlandet verso le isole Shetland, dove si dice sia affogata la figlia. Proseguì il viaggio attraccando nelle isole Fær Øer dove una delle figlie si sposò. Qui prese tre corvi affinché lo aiutassero a trovare l'Islanda; per questo fu soprannominato Corvo-Floki (in lingua norrena e islandese Hrafna-Flóki), nomignolo con cui ancora oggi è maggiormente conosciuto.
Alcuni degli uomini che lo accompagnarono erano un contadino di nome Thorolf (Þórólfr) e due uomini chiamati Herjolf e Faxe (Herjólfr e Faxi). Dopo un po' che erano partiti dalle Fær Øer, Floki liberò uno alla volta i corvi. Il primo corvo tornò alle Fær Øer, il secondo salì in aria e poi tornò a bordo, ma il terzo si diresse a nord-ovest senza più fare ritorno. Floki ora sapeva che erano vicini a terra, per cui seguì il terzo corvo.
Dopo aver superato Reykjanes giunsero ad una grande baia. L'uomo di nome Faxe disse: Sembra essere una grande terra, quella che abbiamo scoperto. Da lui prese il nome la baia Faxaflói (letteralmente baia di Faxe).
Floki installò un campo invernale nel Vatnsfjörður presso Barðaströnd. Le acque del fiordo erano talmente ricche di pesce che Floki e i suoi uomini non si preoccuparono di raccogliere fieno durante l'estate,  pertanto durante il successivo rigido inverno, tutto il loro bestiame morì. Nell'attesa della primavera Floki scalò le più alte montagne che sovrastavano il suo campo, che si crede siano le Nónfell. Da lassù scorse un grande fiordo, Ísafjörður, allora ricoperto di ghiaccio alla deriva. Per questo motivo diede a quella terra il nome di Ísland (Terra del ghiaccio).
Quando Floki e gli altri tornarono in Norvegia, fu chiesto loro qualcosa sulla nuova terra. Floki la considerava indegna. Herjólf disse che la terra aveva sia lati positivi che negativi. Thorolf disse che il burro era stato spalmato su ogni pezzo di terra che avevano trovato. Thorolf fu quindi soprannominato Thorolf Burro (islandese: Þórólfur smjör). Nonostante avesse parlato male di quella terra, in seguito vi fece ritorno e vi abitò fino alla morte.

## Cultura di massa
Floki, un personaggio interpretato dall'attore svedese Gustaf Skarsgård in Vikings, serie televisiva di History Canada, è liberamente tratto da Hrafna-Flóki Vilgerðarson. Nella quinta stagione della serie, arriva in Islanda, credendo di aver trovato Asgard.